# Wiktor Spodenkiewicz
Wiktor Spodenkiewicz (ur. 27 lipca 1909 w Łodzi, zm. 1 grudnia 1984 we Wrocławiu) – polski muzykolog, pedagog, krytyk i publicysta muzyczny, altowiolista i skrzypek.

## Życiorys
Uczył się Państwowym Gimnazjum im. Mikołaja Kopernika w Łodzi, gdzie w 1929 zdał maturę. W latach 1923–1929 uczył się gry na skrzypcach w Konserwatorium Muzycznym w Łodzi. Następnie kontynuował naukę w École Normale de Musique w Paryżu (1929–1931) oraz kształcił się prywatnie u S. Culbertsona. W 1931 powrócił do Polski, gdzie odbył służbę wojskową. Następnie podjął pracę nauczyciela skrzypiec w Konserwatorium Muzycznym w Łodzi. W 1936 podjął studia w zakresie muzykologii i romanistyki na Uniwersytecie Poznańskim. W latach 1939–1942 przebywał w Łodzi, gdzie był zaangażowany w tajne nauczanie przedmiotów ogólnokształcących i muzycznych, następnie pracował jako urzędnik w Warszawie.
Po zakończeniu II wojny światowej kontynuował studia w zakresie muzykologii na Uniwersytecie Jagiellońskim pod kierunkiem Zdzisława Jachimeckiego, uzyskując w 1948 dyplom magistra. W latach 1945–956 pracował jako altowiolista w orkiestrze Państwowej Filharmonii Krakowskiej. W latach 1946–1948 był asystentem w Instytucie Muzykologii Uniwersytetu Jagiellońskiego oraz pracował jako redaktor muzyczny i kierownik płytoteki Krakowskiej Rozgłośni Polskiego Radia. Od 1948 był kierownikiem redakcji muzycznej PR w Krakowie. W 1949 zamieszkał we Wrocławiu, gdzie do 1953 pracował jako kierownikiem redakcji muzycznej Wrocławskiej Rozgłośni Polskiego Radia.
W latach 1952–1984 był wykładowcą Państwowej Wyższej Szkoły Muzycznej we Wrocławiu (późn. Akademii Muzycznej im. Karola Lipińskiego). Od 1963 był w niej starszym wykładowcą. Prowadził zajęcia m.in.: z literatury muzycznej, kontrapunktu klasycznego, historii dyrygentury i analizy dzieła muzycznego. Na uczelni był ponadto kierownikiem Katedry Wykonawstwa Zespołowego (1969-1972), prodziekanem Wydziału Instrumentalnego oraz kierownikiem Katedry Instrumentów Orkiestrowych (1972–1975). W latach 1953–1970 pracował jako zastępca dyrektora w Państwowej Podstawowej Szkole Muzycznej i Państwowym Liceum Muzycznym we Wrocławiu (późn. im. Karola Szymanowskiego), w którym również uczył form muzycznych i gry na skrzypcach.
Należał do Sekcji Teorii Muzyki Okręgowego Zespołu Metodyczno-Programowego we Wrocławiu. Był współorganizatorem cyklu koncertowego „Filharmonia Młodych” w latach 1973–1984. Należał do Koła Terenowego Stowarzyszenia Polskich Artystów Muzyków (od 1956), w którym był członkiem: zarządu (1957,1959, 1974, 1977, 1981), sądu koleżeńskiego (1968), rady artystyczno-programowej (1971). Był redaktorem programów Festiwali Chopinowskich w Dusznikach (1973, 1974, 1976), a także był inicjatorem i prelegentem cyklu koncertowego „Dzieło Jana Sebastiana Bacha” (1975-1982).

### Życie prywatne
Był synem Antoniego i Anny z domu Rychter. Jego żoną była aktorka – Barbara Pijarowska-Spodenkiewicz, z którą miał dwóch synów: Adama Spodenkiewicza (ur. 1945) – astronoma i wiolonczelistę oraz Marka Pijarowskiego (ur. 1951) – profesora sztuk muzycznych, dyrygenta.
Został pochowany na Cmentarzu Grabiszyńskim we Wrocławiu.

## Publikacje
Spodenkiewicz był autorem felietonów i recenzji muzycznych, m.in. w: „Słowie Polskim” (1954), „Sprawach i Ludziach” (1956), „Nowych Sygnałach” (1956–1957), „Odrze” (1958, 1960), „Wiadomościach” (1975), „Ruchu Muzycznym” (1958–1971) i „Gazecie Robotniczej” (1966–1984). Ponadto był autorem publikacji z biografistyki muzyczne i historii muzyki, m.in.:
- Sylwetki kompozytorów wrocławskich, w: „Studia i rozprawy. Kultura muzyczna Dolnego Śląska. Przeszłość i dzień dzisiejszy”, Warszawa 1971.
- Karol Szymanowski i Paweł Kochański. Przyjaźń i współpraca..., w: „Zeszyty Naukowe PWSM we Wrocławiu”, 1973 nr 5,
- Paweł Kochański skrzypek, przyjaciel kompozytora..., w: „ Zeszyty Naukowe Akademii Muzycznej im. Karola Lipińskiego we Wrocławiu”, 1984 nr 36,
- 10 pogadanek z historii muzyki, Warszawa 1957

## Odznaczenia
- Krzyż Kawalerski Orderu Odrodzenia Polski,
- Złoty Krzyż Zasługi,
- Złota Odznaka SPAM[3].